# Cantón de Saint-Étienne-de-Montluc
El cantón de Saint-Étienne-de-Montluc era una división administrativa francesa, que estaba situada en el departamento de Loira Atlántico y la región de Países del Loira.

## Composición
El cantón estaba formado por cinco comunas:
- Cordemais
- Couëron
- Le Temple-de-Bretagne
- Saint-Étienne-de-Montluc
- Vigneux-de-Bretagne

## Supresión del cantón de Saint-Étienne-de-Montluc
En aplicación del Decreto n.º 2014-243 de 25 de febrero de 2014, el cantón de Saint-Étienne-de-Montluc fue suprimido el 22 de marzo de 2015 y sus 5 comunas pasaron a formar parte; cuatro del nuevo cantón de Blain y una del nuevo cantón de Saint-Herblain-1.